# Amor (Schiff)
Das Fahrgastschiff Amor, das 1907 auf der Werft der Gebr. Wiemann Brandenburg an der Havel noch als Schleppdampfer vom Stapel gelaufen war, wurde 2016 abgebrochen, nachdem es viele Jahre fahruntauglich in Berlin und Brandenburg gelegen hatte. Benannt wurde es nach dem römischen Gott der Liebe.

## Geschichte
Das spätere Fahrgastschiff Amor wurde 1907 als Schleppdampfer Iltis mit der Baunummer 77 in der Werft der Gebr. Wiemann in Brandenburg an der Havel für den Eigner W. Ehrentreich in Zerpenschleuse gebaut.
Die Iltis war 26,50 Meter lang, 5,40 Meter breit und bei gelegtem Schornstein 2,20 Meter hoch. Die Dampfmaschine hatte eine Leistung von 250 PS. Ab 1940 übernahm die Transport-Genossenschaft Berlin (TGB) das Schiff und taufte es Niederbarnim. Die Niederbarnim schleppte vornehmlich auf der Strecke Berlin-Hamburg. Zum Ende des Zweiten Weltkrieges hätte der Dampfer einen neuen Kessel bekommen müssen. Aufgrund der nachkriegsbedingten Materialknappheit wurde jedoch eine Reparatur des Schiffes nicht durchgeführt. Das nicht mehr einsatzfähige Schiff wurde vom Liegeplatz an der Schuppan-Werft in Berlin-Stralau zum Westhafen gebracht. Die Reederei Schmolke & Söhne übernahm das Schiff im Mai 1958 und ließ es an der Wiese-Werft in Spandau zu dem 32,03 Meter langen und 5,88 breiten Fahrgastschiff Amor umbauen. Die Dampfmaschine wurde entfernt und ein Viertaktdieselmotor mit etwa 250 PS eingebaut. 1980 übernahm die Reederei Riedel das Schiff und setzte es im Innenstadtbereich von Berlin ein. Zwischenzeitlich lag die Amor als Café, Bar und Restaurant an der Lessingbrücke in Berlin. Nach einem Brand, in dessen Folge das Schiff fast in der Spree versank, kam es nach Berlin-Grünau. Dort lag es mehrere Jahre, dem Wrack nahe, am Nordufer des Teltowkanals an einer ehemaligen Kiesverladestelle des früheren Betonwerkes Grünau an der Grünauer Straße. Seit 2012 war der Liegeplatz in der Brandenburger Niederhavel und ab 2015 im Silokanal am früheren Betonwerk, vor 1945 Opelwerk Brandenburg. Anfang September 2015 wurde bekannt, dass das Schiff abgebrochen werden soll.

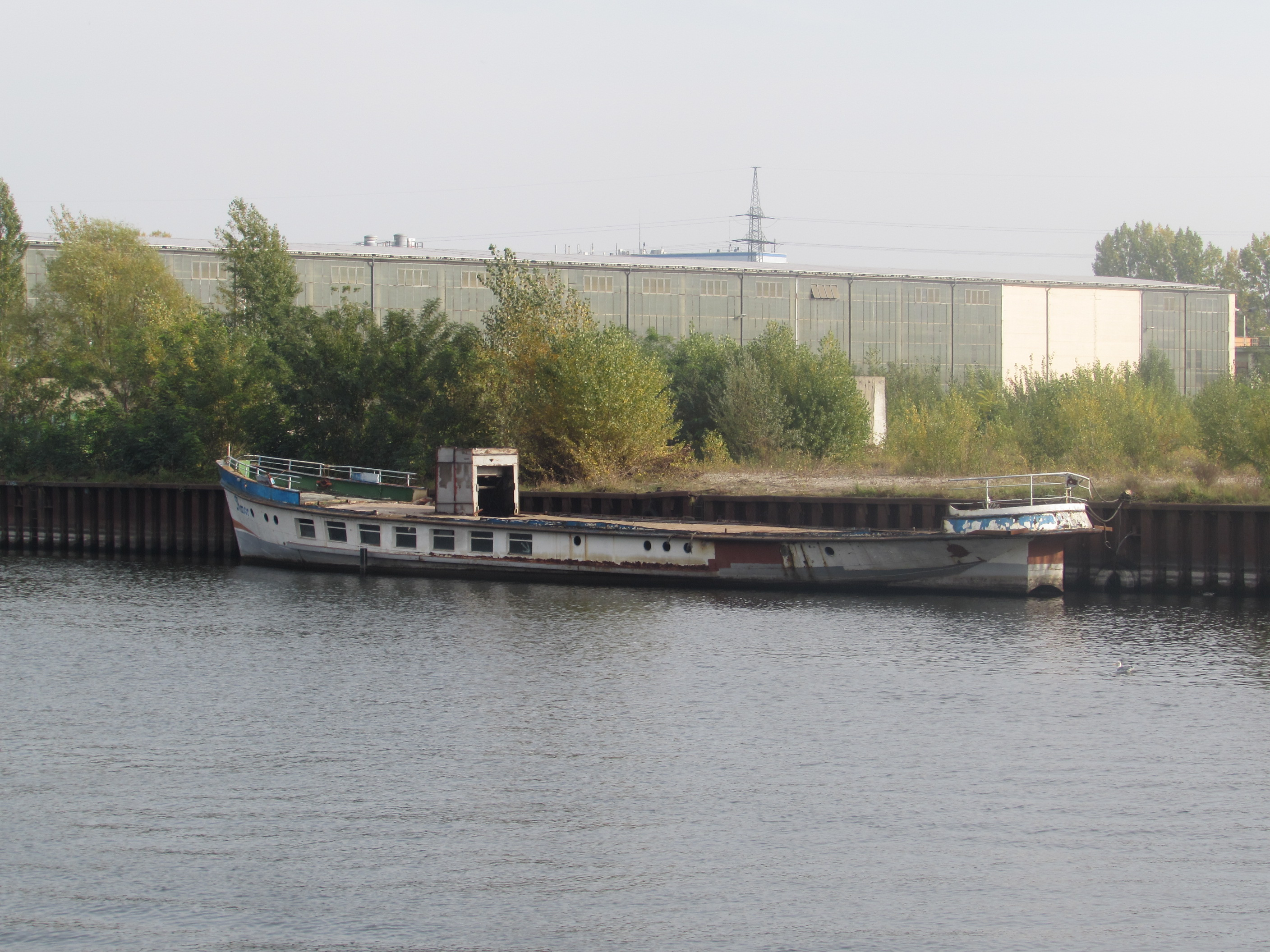
2015, vor dem endgültigen Abbruch

Die Amor war der zweitälteste noch bekannte ehemalige Dampfer der Werft der Gebrüder Wiemann.